# Übereinkommen zur Verminderung der Staatenlosigkeit

Vertragsunterzeichner der UN-Konvention zur Vermeidung der Staatenlosigkeit. Dunkelgrün: Unterzeichnet und ratifiziert; hellgrün: Noch nicht ratifiziert; Grau: Nichtunterzeichner

Das Übereinkommen zur Verminderung der Staatenlosigkeit enthält Bestimmungen, welche die Staatenlosigkeit vermeiden soll. Insbesondere sind gemäß Artikel 9 politische, rassistische, ethnische und religiöse Ausbürgerungen verboten und Ausbürgerungen durch Gebietsänderungen sollen vermieden werden.
Das Übereinkommen wurde am 30. August 1961 im UNO-Hauptquartier in New York City angenommen und trat am 13. Dezember 1975 in Kraft. Es regelt die Verleihung der Staatsangehörigkeit und das Verbot ihrer Entziehung in Fällen, in denen die Betroffenen ansonsten staatenlos würden. Wenn Staaten die Schutzklauseln dieses Übereinkommens anwenden, sobald einer Person andernfalls die Staatenlosigkeit droht, können sie neue Fälle von Staatenlosigkeit vermeiden.

## Entstehungsgeschichte
Mit dem multilateralen Haager Übereinkommen über bestimmte Fragen der Kollision von Staatsangehörigkeitsgesetzen waren bereits 1930 auf der Haager Kodifikationskonferenz unter dem Dach des Völkerbundes erste Schritte zur Vermeidung von Staatenlosigkeit auf völkerrechtlicher Ebene erfolgt. Da nur wenige Staaten dem Übereinkommen beitraten und auch die Bestimmungen moderat waren, zeigte die Konvention wenig Wirkung. Im Jahr 1954 wurde das Übereinkommen über die Rechtsstellung der Staatenlosen verabschiedet. Es sollte den Staatenlosen einen Großteil der Menschenrechte sichern, wobei keine Lösung für das nicht bindende Recht auf eine Staatszugehörigkeit (Art. 15 der Allgemeinen Menschenrechte) gefunden wurde. Für die Vermeidung der Staatenlosigkeit sollte die Völkerrechtskommission der Vereinten Nationen im Kontext der Bewältigung von Konfliktfolgenproblemen (Displaced Person) Lösungsvorschläge erarbeiten. Ein Vertragsentwurf, der die völlige Abschaffung der Staatenlosigkeit vorsah, hätte die Staatszugehörigkeit nach dem Geburtsortsprinzip (ius soli) für andernfalls staatenlose Kinder und strikte Ausbürgerungsbeschränkungen verlangt. Dies wurde als aussichtslos angesehen und nicht weiterverfolgt, da es die Regelungsbefugnis und Souveränität der Staaten zu sehr eingeschränkt hätte. Man verfolgte daher einen moderateren Entwurf, der zum Abkommen zur Verminderung der Staatenlosigkeit führte.

## Vertragsinhalt
Artikel 1 bestimmt dass Vertragsstaaten Neugeborenen, die andernfalls staatenlos würden, ihre Staatsbürgerschaft verleihen wenn sie auf ihrem Territorium geboren wurden oder die Staatsbürgerschaft eines Elternteils, wenn die Geburt im Ausland erfolgt ist.
Artikel 5 beschneidet das Recht auf Ausbürgerung durch Vertragsstaaten, indem diese nur in wenigen und fest eingegrenzten Fällen zulässig ist, falls dadurch eine Staatenlosigkeit entstehen würde.